# اسلحه‌ای برای فروش
اسلحه‌ای برای فروش (به انگلیسی: A Gun for Sale) رمانی اثر گراهام گرین نویسنده انگلیسی است. این رمان در سال ۱۹۳۶ میلادی منتشر شده است.

## قسمتی از متن کتاب
«ریون با لب شکری و چهره‌ای ناخوشایند، هرگز روی خوشی از زندگی ندیده بود. کشتن برای او فقط نوعی اظهار بدگمانی نسبت به بشریت بود. با اینهمه روی شانه‌های ضعیفش
بار سنگین یک جنگ فرا گیر اروپایی را حمل می کرد...»